# Eudasyphora kempi
Eudasyphora kempi är en tvåvingeart som först beskrevs av Aubertin och Fritz Isidore van Emden 1965.  Eudasyphora kempi ingår i släktet Eudasyphora och familjen husflugor. Inga underarter finns listade i Catalogue of Life.